# Targa (Marruecos)
Targa o Terga (en árabe: ترغة‎, en francés: Targha) es una localidad marroquí perteneciente al municipio de Tizgane, en la región de Tánger-Tetuán-Alhucemas. Desde 1912 hasta 1956 perteneció a la zona norte del Protectorado español de Marruecos.